# Henrik van Brederode

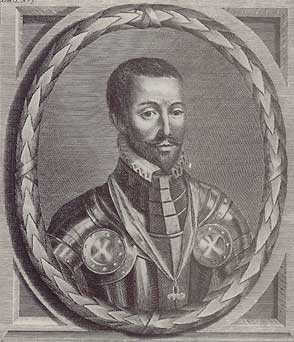
Henrik von Brederode

Henrik van Brederode, född 20 december 1531 i Bryssel, död 15 februari 1568 i Recklinghausen, var en nederländsk adelsman.
van Brederode var en av de herrar som undertecknade böneskriften om religionsfrihet till regentinnan Margareta 1566, och framträdde som en av ledarna för den protestantiska oppositionen mot den spanska regeringen i Nederländerna. Efter motgångar under striderna i början av 1567 anhöll han om nåd hos Margareta av Parma, men måste fly ur landet till Tyskland, där han kort efteråt avled.